# Wilhelm Baumann
Wilhelm Baumann, nemški rokometaš, * 12. avgust 1912, Berlin, † 14. marec 1990.
Leta 1936 je na poletnih olimpijskih igrah v Berlinu v sestavi nemške rokometne reprezentance osvojil zlato olimpijsko medaljo.